# Algèbre à division
En mathématiques, et plus précisément en algèbre, une algèbre à division est une algèbre sur un corps avec la possibilité de diviser par un élément non nul (à droite et à gauche). Toutefois, dans une algèbre à division, la multiplication peut ne pas être commutative, ni même associative.
Un anneau à division ou corps gauche, comme celui-des quaternions, est une algèbre associative à division sur son centre, ou sur un sous-corps de celui-ci.

## Définition
Soit A un anneau unitaire.
L'élément 0A n'est pas inversible, sauf si A est nul.
Si A est non nul et si tout élément excepté 0A est inversible, on dit que c'est un anneau[Information douteuse] à division ou algèbre associative à division (voir plus loin)
Si de plus l'anneau est commutatif, on dit que c'est un corps commutatif et sinon, un corps gauche.

## Anneau à divisionvsalgèbre à division
On peut parfois rencontrer le terme anneau à division au lieu du terme algèbre associative à division. 
Si K est un corps (commutatif) on appelle algèbre associative sur K, un ensemble (non vide) {\displaystyle A} muni de trois opérations traditionnellement notées {\displaystyle +,\times ,.} telles que :
- {\displaystyle (A,+,\times )} est un anneau,
- {\displaystyle (A,+,.)} est espace vectoriel sur K
- Pour tous {\displaystyle a,b\in A} et tout {\displaystyle \lambda \in K}, {\displaystyle \lambda .(a\times b)=(\lambda .a)\times b=a\times (\lambda .b)}.

Si {\displaystyle (A,+,\times )} est un anneau, l'ensemble des éléments de {\displaystyle A} qui commutent avec tous les éléments de A est appelé le centre de {\displaystyle (A,+,\times )} et il est facile de voir que c'est lui-même un anneau, mais commutatif, même si {\displaystyle (A,+,\times )}  ne l'est pas.
En conséquence, si tout élément non nul de {\displaystyle A} admet un inverse, son centre est un corps (commutatif) K et ainsi {\displaystyle A} est naturellement muni d'une structure de K-espace vectoriel, et donc d'une structure de K-algèbre.
Bilan : un anneau à division est une algèbre associative à division (sur son centre). La réciproque est triviale.

## En anglais
Dans les pays anglophones, le terme field désigne le plus souvent un corps (commutatif), tandis qu'on dit associative division algebra, division ring ou skew field (corps gauche) quand la multiplication n'est pas commutative.

## Exemples
L'algèbre {\displaystyle \mathbb {H} } des quaternions, ainsi notée en l'honneur de leur découvreur William Rowan Hamilton, est associative à division et non commutative.
L'algèbre à division {\displaystyle \mathbb {O} } des octonions n'est pas associative mais seulement alternative. Cette structure a été découverte par Arthur Cayley en 1843. 
Toute algèbre associative à division comportant un nombre fini d'éléments est commutative : c'est le théorème de Wedderburn.
L'algèbre associative des endomorphismes d'un module simple sur un anneau est à division : c'est une conséquence du lemme de Schur. Elle n'est pas commutative en général.

## Algèbres à division de dimension finie sur ℝ
Le corps ℝ des réels, celui ℂ des complexes, l'algèbre ℍ des quaternions et celle {\displaystyle \mathbb {O} } des octonions sont les seules ℝ-algèbres à division alternatives de dimension finie (voir Théorème de Frobenius généralisé). Si l'on n'impose plus l'alternativité, il en existe une infinité d'autres, mais les seules dimensions possibles restent 1, 2, 4 et 8. C'est un théorème difficile datant de 1958, mais il est élémentaire de montrer que la seule dimension impaire possible est 1. En effet, si A est une ℝ-algèbre à division de dimension n impaire, considérons, pour un élément  quelconque {\displaystyle a\in A}, l'application
qui est linéaire par distributivité de la multiplication.
Le polynôme caractéristique de {\displaystyle m_{a}} est alors un polynôme de degré n, et donc admet une racine {\displaystyle \lambda \in \mathbb {R} } puisque n est impair (conséquence du théorème des valeurs intermédiaires).
Puisque {\displaystyle \lambda } est une valeur propre de {\displaystyle m_{a}}, il existe donc {\displaystyle x\in A} non nul, tel que {\displaystyle m_{a}(x)=\lambda x} i.e. {\displaystyle a\times x=\lambda x}. Puisque {\displaystyle x\neq 0} et que A est à division, on peut simplifier par {\displaystyle x} et obtenir {\displaystyle a=\lambda 1} où 1 désigne l'élément neutre de la multiplication de cette algèbre à division.
Finalement, on a montré que tout élément {\displaystyle a\in A} est colinéaire à 1 : ainsi A est une droite vectorielle, donc de dimension 1.